# Нарід в неволі (книга)
«На́рід в нево́лі» — книга Бориса Грінченка з питання політики російської влади, спрямованої на зросійщення українського народу.
Вийшла друком 1895 року у Львові.
На думку Михайла Павлика винесла справу українського письменства «з вовчої кошари на вільне європейське поле »

## Історія написання та видання
Розвідку, писану українською мовою і номіновану «Нарід в неволі», на замовлення Чернігівської громади написав її член  Б. Грінченко.
«Щоб подати відомості закордонові про українське життя, написано було і видано за кордоном книжку, що звалася «Нарід в неволі». Написав її Грінченко, прочитав у Громаді, де зроблено було уваги; видано її було громадським коштом (за кордоном) чотирма мовами: українською, російською («Порабощаемый народъ» (рос. дореф.)), французькою («Une nation opprimée») і німецькою .»

## Сучасність
2016 року у Національній бібліотеці України імені В. І. Вернадського, у відділі стародруків і рідкісної книги віднайдено брошуру Б. Грінченка «Нарід в неволі», видану у Женеві 1895 р. українською, французькою та німецькою (у перекладі Івана Франка ) мовами .